# Catedral de San Fulcrán (Lodève)

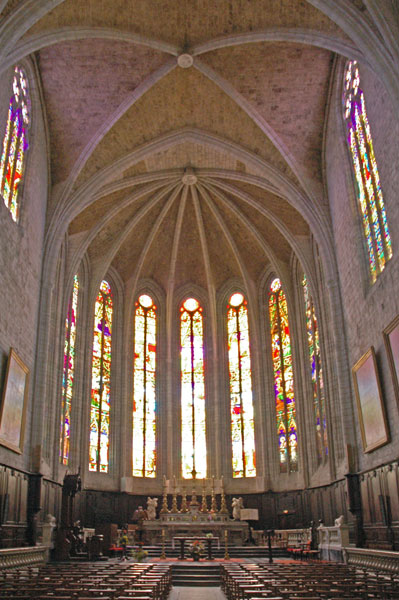
El coro de la catedral

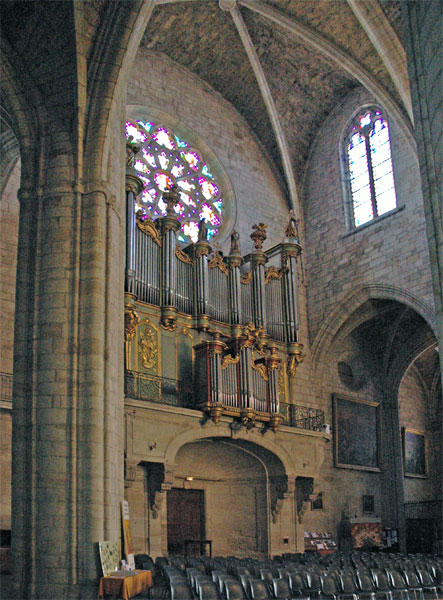
El órgano

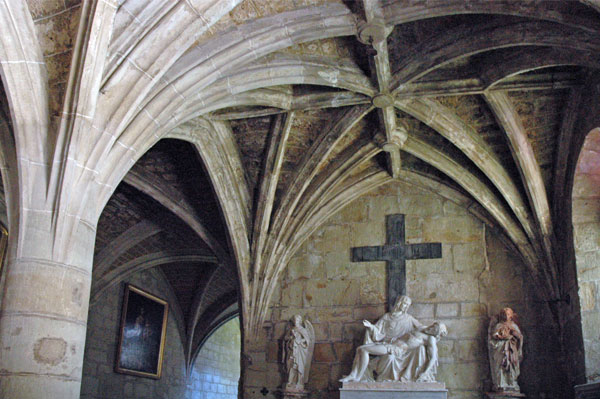
La catedral de Lodeva

La catedral de Saint Fulcrán (en francés: Cathédrale Saint-Fulcran de Lodève) es una antigua catedral medieval francesa situada en el casco antiguo de la ciudad de Lodève, en el departamento francés de Hérault de la región del Languedoc-Rosellón.
Fue la sede del obispado de Lodève, suprimido en 1790 durante la Revolución.

## Historia
El obispado de Lodève tiene una notable antigüedad, hay constancia de su existencia desde finales del siglo IV. Inicialmente la iglesia estaba dedicada al mártir san Ginés de Arlés, decapitado en el 303 durante las persecuciones de Diocleciano.
San Fulcrán de Lodève, obispo entre el 949 y 1006 levantó la catedral románica. Este personaje participó en la vida monástica de la región fundando el monasterio de Sant Pierre de Joncels, también fue abad de Abadía de Saint-Guilhem-le-Désert. Fue muy querido por los fieles, años después de su muerte su cuerpo fue encontrado incorrupto y fue conservado así hasta que los hugonotes lo destruyeron, en 1573. En el siglo XV se cambió la advocación primitiva de la iglesia por la de saint Fulcran.
La iglesia de la época de saint Fulcran fue sustituida por una nueva, gótica, entre los siglos XIII y XV. Los protestantes hugonotes la destruyeron en 1573 y fue restaurada en el siglo XVII, época en que se levantó de nuevo el palacio episcopal. Con la Revolución fue suprimido definitivamente el obispado (1790).
La catedral se dedicó a almacén y se perdió su mobiliario, excepto el órgano. Durante los siglos XIX y XX se ejecutaron importantes trabajos de restauración.

## Edificio

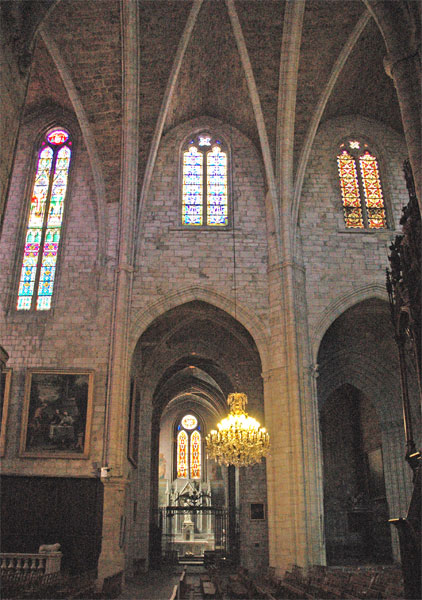
Parte del interior de la catedral

No hay restos de ninguna construcción de la época de la fundación del obispado. Del edificio que levantó el obispo Fulcrán y que se consagró en 975, aún se conserva la cripta. El edificio gótico actual consta de una iglesia de tres naves y un amplio presbiterio iluminado con vidrieras. Tiene un poderoso campanario de mediados del siglo XIII que inicialmente se levantó adosado a la nave románica. Después, entre 1290 y 1318 se hizo el coro. Más adelante se construyeron las naves de la iglesia y ya en el siglo XV las capillas laterales entre los contrafuertes.
Después el edificio sufrió la destrucción por parte de los protestantes, que arruinó las naves. Estas no se rehicieron hasta el 1634-1643, bajo el mandato del obispo Plantavit. En aquella época también se restauró el claustro.

## Mobiliario
Debido a la Revolución, la catedral perdió su mobiliario. Todavía se conserva el órgano del siglo XVIII, el sepulcro del obispo Plantavit (1650?), las vidrieras del ábside (1854) y el púlpito de 1867.